# تپه ینگجه
تپه ینگجه مربوط به سده‌های اولیه دوران‌های تاریخی پس از اسلام است و در شهرستان همدان، بخش مرکزی، دهستان الوندکوه غربی، اراضی غربی روستای ینگجه، ۱ کیلومتری شرق روستا واقع شده و این اثر در تاریخ ۶ اسفند ۱۳۸۵ با شمارهٔ ثبت ۱۷۴۶۱ به‌عنوان یکی از آثار ملی ایران به ثبت رسیده است.